# Sacrosanctum Concilium
A constituição Sacrosanctum Concilium sobre a liturgia católica é uma das quatro constituições apostólicas emanadas do Concílio Vaticano II. Indica modificações no culto  católico, visando aumentar a participação do laicato na liturgia da Igreja. Foi o primeiro documento emitido pelo Concílio e o único, dentre aqueles preparados pela Cúria Romana, a ter sido  aprovado. A sua votação e aprovação final teve o seguinte resultado: 2 151 votantes; 2 147 placet; 4 non placet.
Sacrosanctum Concilium foi promulgada pelo papa Paulo VI no dia 4 de dezembro de 1963, no final da segunda sessão conciliar.

## Conteúdo
Os números correspondem às secções indicadas no texto entre parêntesis.
1. Proémio (1-4)
2. Princípios gerais em ordem à reforma e incremento da Liturgia (5-46)
  1. Natureza da sagrada liturgia e sua importância na vida da Igreja (5-13)
  2. Educação litúrgica e participação activa (14-20)
  3. Reforma da sagrada liturgia (21-46)
    1. Normas gerais (22-25)
    2. Normas que derivam da natureza hierárquica e comunitária da Liturgia (26-32)
    3. Normas que derivam da natureza didáctica e pastoral da Liturgia (33-36)
    4. Normas para a adaptação à índole e tradições dos povos (37-40)

  4. Promoção da vida litúrgica na diocese e na paróquia (41-42)
  5. Incremento da acção pastoral litúrgica (43-46)
3. O sagrado mistério da Eucaristia (47-58)
4. Os outros Sacramentos e os Sacramentais (59-82)
5. O Ofício Divino (83-101)
6. O ano litúrgico (102-111)
7. A música sacra (112-121)
8. A arte sacra e as alfaias litúrgicas (122-130)
9. Apêndice: Declaração do Concílio Ecuménico Vaticano II sobre a reforma do Calendário

## Principais ideias
Esta constituição centra-se em torno da Liturgia, que é analisada pelos padres conciliares sob "uma tríplice dimensão teológica, eclesial e pastoral: a liturgia é obra da redenção em ato, celebração hierárquica e ao mesmo tempo comunitária, expressão de culto universal, que envolve toda a criação". Os padres conciliares descrevem ainda a Liturgia como "a primeira e necessária fonte onde os fiéis hão-de beber o espírito genuìnamente cristão".
Logo, o Concílio pretende renovar a Liturgia, para que "todos os fiéis cheguem àquela plena, consciente e activa participação nas celebrações litúrgicas", visto que esta participação é, "por força do Baptismo, um direito e um dever do povo cristão, «raça escolhida, sacerdócio real, nação santa, povo adquirido» (1 Ped. 2,9; cfr. 2, 4-5)".

## Principais consequências
Após o Concílio, apesar de nem sempre em conformidade com ele, efetuou-se, dentro de poucos anos, uma grande renovação na Liturgia. Entre estas reformas, destaca-se obviamente vários aspectos: a reorganização e simplificação da Missa de rito romano; o uso predominante da língua vernacular nas celebrações litúrgicas; a posição do padre em relação ao altar (depois das reformas, majoritariamente o padre passou a celebrar a Missa de frente para as pessoas e atrás do altar); a assembleia reunida para ouvir a Missa passou a ter um papel mais ativo no serviço, através do canto, da leitura da Palavra de Deus, do ofertório e das suas respostas às orações iniciadas pelo padre; a escrita de novas músicas litúrgicas, com influências da música popular; uma maior ênfase na Liturgia da Palavra; e a clarificação do simbolismo.
Estas reformas litúrgicas foram acolhidas pela maioria dos católicos. Apesar disso, há grupos minoritários que continuam "a achar as mudanças difíceis de aceitar".